# Acanthogonatus messii
Espèce
Acanthogonatus messii est une espèce d'araignées mygalomorphes de la famille des Pycnothelidae.

## Distribution
Cette espèce est endémique de la province de Chubut en Argentine,. Elle se rencontre vers Rada Tilly.

## Description
Le mâle holotype mesure 9,19 mm et la femelle paratype 11,93 mm.

## Systématique et taxinomie
Cette espèce a été décrite par Signorotto et Ferretti en 2023.

## Étymologie
Cette espèce est nommée en l'honneur de Lionel Messi.

## Publication originale
- Signorotto, Mancini & Ferretti, 2023 : « A new small Acanthogonatus Karsch, 1880 (Mygalomorphae, Pycnothelidae) species from Argentinean Patagonia: description of A. messii Signorotto & Ferretti n. sp. and its phylogenetic placement. » Zoosystema, vol. 45, no 17, p. 499-512.